# Aciagrion feuerborni
Aciagrion feuerborni là một loài chuồn chuồn kim trong họ Coenagrionidae.
Aciagrion feuerborni được miêu tả khoa học năm 1934 bởi Schmidt.